# Божо Лазаревић
Божо Лазаревић (Стијена, код Подгорице, 15. април 1909 — Београд, 23. децембар 2007) био је учесник Народноослободилачке борбе, генерал-пуковник авијације-пилот ЈНА и народни херој Југославије.

## Биографија
Рођен је 15. априла 1909. године у селу Стијена, код Подгорице. Потиче из сиромашне сељачке породице Сава Лазаревића. Основну школу је завршио у родном месту, а гимназију у Беранама и Подгорици. За време гимназијских дана, активно је учествовао у акцијама омладинског покрета и постао је члан Савеза комунистичке омладине Југославије (СКОЈ).
Нижу школу Војне академије у Београду уписује као припадник 58. класе 1929. године. Успешно је завршио школовање 1. октобра 1932. године када је произведен за потпоручника. По произвођењу добија пешадијски род и бива распоређен за водника (командира вода) у 25. пешадијском пуку краља Фердинанда. Две године је провео на овој дужности и 9. октобра 1934. године, разрешен дужности и упућен на школовање. Од 30. октобра исте године школовао се у Ваздухопловној извиђачкој школи у Новом Саду. Након годину дана добио је звање извиђача и војног пилота те распоређен у 8. октобра 1935. године у 4. ваздухопловни пук. У чин пешадијског поручника унапређен је 1. октобра 1936. године и прекомандован у Југословенско краљевско ратно ваздухопловство.
У чланство Комунистичке партије Југославије (КПЈ) примљен је 1939. године. Био је један од чланова партијске ћелије у загребачком гарнизону, коју је, марта 1939. године, основао Митар Бакић. У то време неколико пута се састајао са генералним секретаром ЦК КПЈ Јосипом Брозом Титом. Као ваздухопловни официр 1. децембра 1940. године, унапређен је у чин капетана друге класе.
У току Априлског рата, био је припадник Осмог бомбардерског пука. Учествовао у нападима на немачки аеродром код Целовца, 6. и 7. априла 1941. године, у нападима на пругу Марибор–Грац и у нападу на Печуј и Сегедин, у коме је страдало преко 80% посада 69. групе из састава пука.

### Народноослободилачка борба
Успео је да избегне заробљавање и отишао у родни крај, где се одмах повезао са партијском организацијом. Од Покрајинског комитета КПЈ за Црну Гору био је задужен да у том крају води војну обуку, организује јединице и прикупља оружје. Када је отпочео Тринаестојулски устанак, Божо је постављен за команданта Вељебарског сектора. Као заменик, а затим и командант Пиперског батаљона, истакао се у многим борбама, а посебно октобра 1941. године, у нападу на италијанску колону код Јелиног Дуба, када су уништена 42 камиона и убијено 270 италијанских војника. Његов батаљон је постигао велике успехе и код Ријеке пиперске, када је убијено и заробљено око 120 Италијана.
После одласка главнине црногорских јединица у Босну, јуна 1942. године, Лазаревић је као искусан борац и руководилац, остао на терену Подгоричког и Даниловградског среза да, одржавајући везу са Окружним комитетом, ради на поновном окупљању бораца и стварању јединица. Априла 1943. године, када је дошло до спајања с главнином партизанских снага, Божо се налазио на челу Зетског НОП одреда.
Као члан Штаба Треће ударне дивизије учествовао је у Петој непријатељској офанзиви, а после преласка у источну Босну извесно време је био и командант тзв. „Кривајске групе јединица“, а потом и начелник Штаба Треће ударне дивизије.
Када је Врховни штаб НОВ и ПОЈ, октобра 1943. године, наредио прикупљање ваздухопловаца из јединица НОВ и ПОЈ, Божо Лазаревић је окупио ваздухопловце с територије Црне Горе и Санџака. После двадесетодневног марша, Божо је успео да своју групу доведе у Дрвар, марта 1944. године. Врховни штаб га је тада одредио за члана војне мисије у Уједињеном Краљевству, у ком својству је обављао важне задатке у северној Африци и Италији, где је знатно утицао да већи број припадника Југословенске краљевске војске, а нарочито ваздухопловаца, пређе у редове НОВ и ПОЈ.
Од октобра 1944. године Божо је радио на формирању ваздухопловних пукова и дивизија које су, по уговору са Совјетским Савезом предате НОВ и ПОЈ. Већ 29. октобра 1944. постављен је за заменика команданта Ваздухопловства НОВЈ, а од почетка јануара 1945. године био је командант 42. јуришне дивизије.
За команданта Групе ваздухопловних дивизија, у чији су састав ушли: 11. ловачка дивизија и 9. обласна ваздухопловна бата, постављен је 15. марта 1945. године. Командујући овим ваздухопловним снагама, које су дале велики допринос у завршним операцијама за ослобођење Југославије, Божо Лазаревић је испољио све квалитете потребне за успешно вођење авијације.

### Послератни период
После ослобођења Југославије, вршио је многе одговорне дужности у Ратном ваздухопловству и противваздушној одбрани Југословенске народне армије (РВ и ПВО ЈНА). Завршио је Вишу војну академију „Ворошилов” у Москви и Вишу војну академију ЈНА. Пензионисан је 31. децембра 1964. године у чину генерал-пуковника ЈНА.
Поред већег броја текстова у стручним часописима, 1972. године објавио је књигу „Ваздухопловство у НОР-у 1941—1945“.
Лазаревић је 26. септембра 1981. године био један од путника отетог ЈАТ-овог авиона. Налазио се у друштву пензионисаног генерал-мајора Милана Шијана. Када се авион приземљио на аеродром у Ларнаки, Лазаревић и Шијан су то искористили и инсценирали пожар, тиме омогућивши путницима да побегну из авиона, што је и окончало отмицу.
Преминуо је у Београду, 23. децембра 2007. године. Сахрањен је у Алеји народних хероја на Новом гробљу у Београду.
Носилац је Партизанске споменице 1941. године и других југословенских одликовања, међу којима су — Орден ратне заставе, два Ордена партизанске звезде са златним венцем, Орден заслуга за народ са златном звездом, Орден братства и јединства са златним венцем, Орден за војне заслуге са великом звездом и два Ордена за храброст. Орденом народног хероја одликован је 27. новембра 1953. године.